# Mastopoma raphidostegioides
Mastopoma raphidostegioides är en bladmossart som beskrevs av Jules Cardot 1901. Mastopoma raphidostegioides ingår i släktet Mastopoma och familjen Sematophyllaceae. Inga underarter finns listade i Catalogue of Life.